# Albuca rautanenii
Albuca rautanenii är en sparrisväxtart som först beskrevs av Schinz, och fick sitt nu gällande namn av John Charles Manning och Peter Goldblatt. Albuca rautanenii ingår i släktet Albuca och familjen sparrisväxter. Inga underarter finns listade i Catalogue of Life.